# Giuseppe De Nittis
Giuseppe Gaetano De Nittis (Barletta, 25 febbraio 1846 – Saint-Germain-en-Laye, 21 agosto 1884) è stato un pittore italiano vicino alla corrente artistica del verismo e dell'Impressionismo.

## Biografia

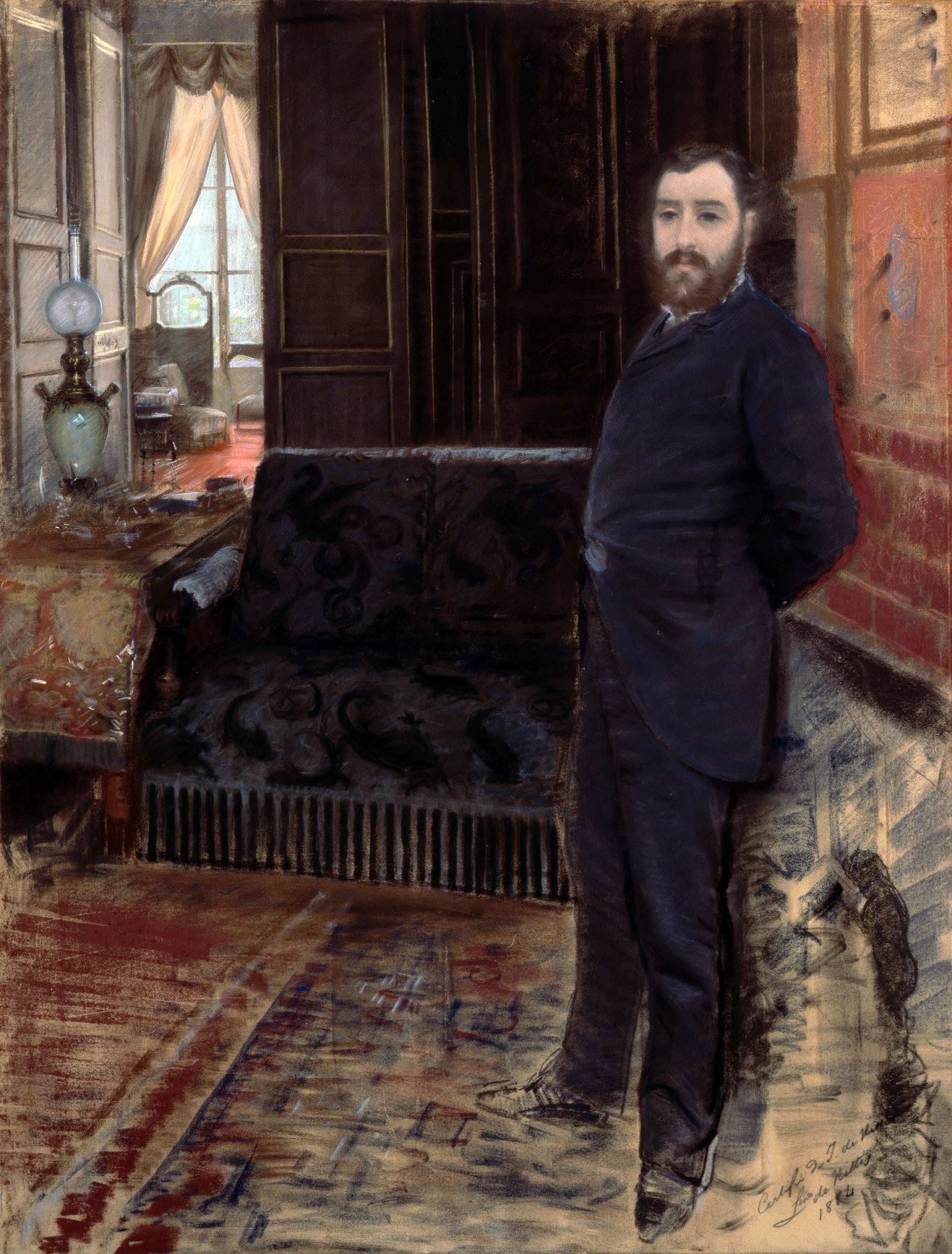
Autoritratto, 1883-84, Barletta, Pinacoteca De Nittis

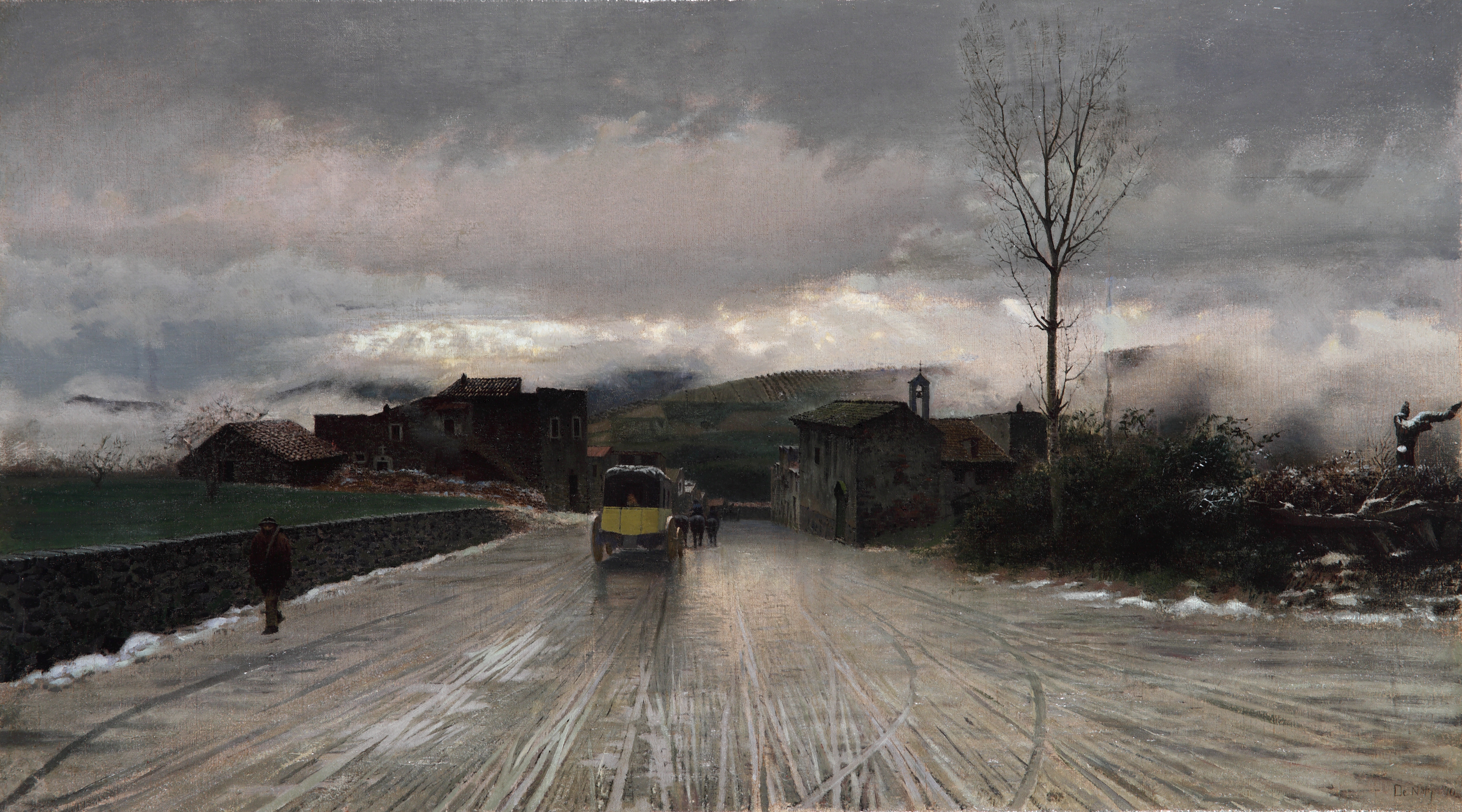
La traversata degli Appennini, 1867, olio su tela, 44 x 76 cm. Napoli, Museo Nazionale di Capodimonte.

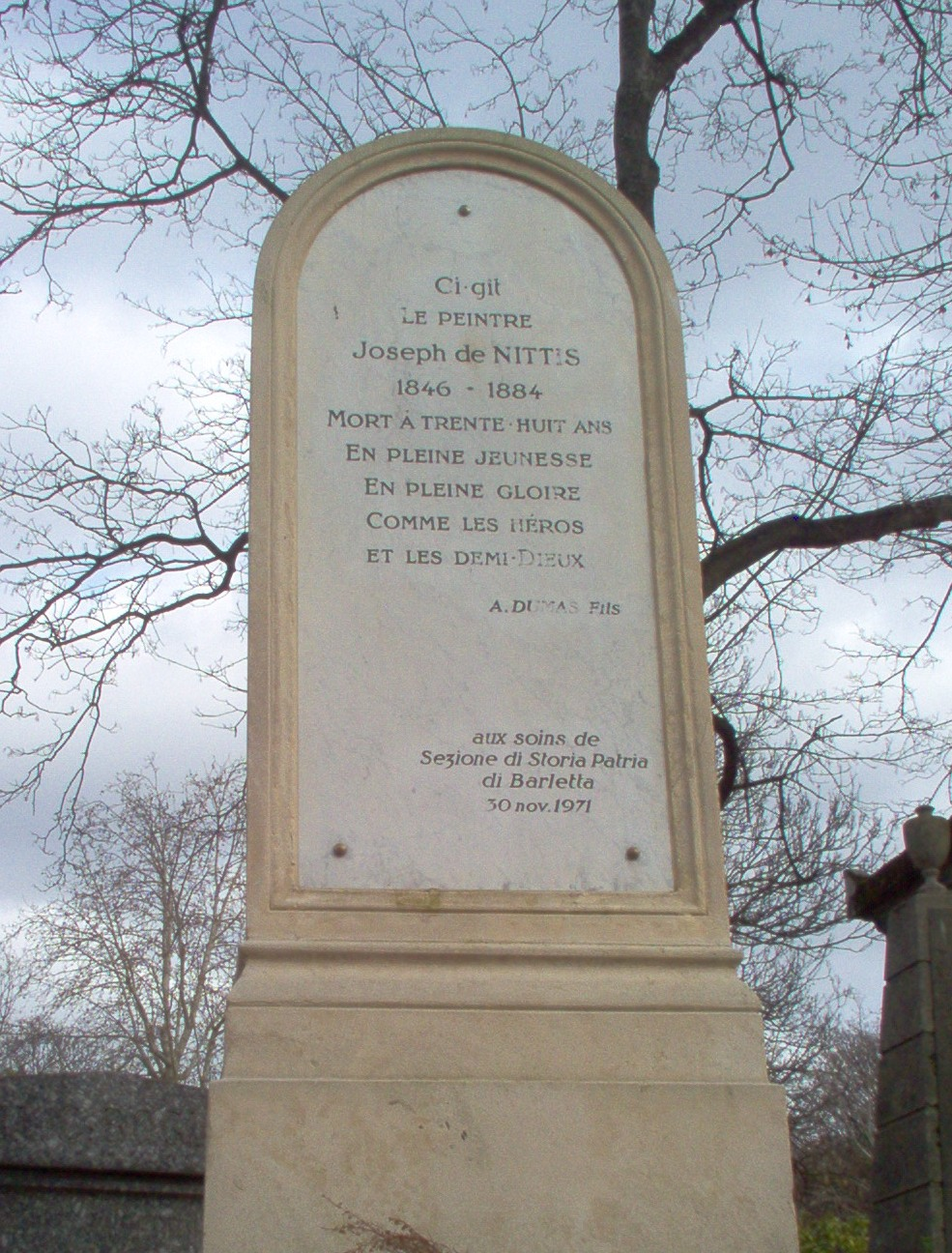
Tomba di De Nittis
Parigi, cimitero di Père-Lachaise

Giuseppe Gaetano De Nittis nacque a Barletta nel 1846, figlio quartogenito di don Raffaele De Nittis e donna Teresa Emanuela Barracchia. Prima che nascesse, il padre fu arrestato per motivi politici, e due anni dopo essere uscito di prigione si tolse la vita. Rimasto orfano sin dall'infanzia, crebbe con i nonni paterni. Dopo il suo apprendistato presso il pittore barlettano Giovanni Battista Calò, si iscrisse nel 1861, contro il volere della famiglia, all'Accademia di Belle Arti di Napoli sotto la guida di Giuseppe Mancinelli e Gabriele Smargiassi.
Di indole indipendente e insofferente verso qualunque tipo di schema, si mostrò disinteressato alle nozioni ed esercitazioni accademiche, tanto che fu espulso per indisciplina due anni più tardi. Assieme ad altri pittori, fra cui Federico Rossano e Marco De Gregorio, si diede alla composizione all'aria aperta (dipingevano generalmente a Portici), specializzandosi nella riproduzione di paesaggi porticesi, partenopei e barlettani. Nel 1864 fu notato da Adriano Cecioni e l'anno successivo fondò la Scuola di Resìna, corrente italiana sul tema del realismo.
A Firenze, nel 1866, si avvicinò ai Macchiaioli e, dopo aver girato l'Italia toccando Napoli, Palermo, Barletta, Roma, Firenze, Venezia e Torino, si trasferì nel 1867 a Parigi dove conobbe Ernest Meissonier e Jean-Léon Gérôme e sposò due anni più tardi la parigina Léontine Lucile Gruvelle, che influenzerà notevolmente le scelte sociali e artistiche del marito.
Il 1869 lo vide esporre per la prima volta al Salon, ma la pedissequa imitazione dei colleghi parigini fece infuriare Cecioni, che gli ricordò come il suo talento avesse bisogno di essere espresso con tratti affatto specifici. De Nittis ritrovò immediatamente la propria indipendenza artistica e riscosse grande successo al Salon del '72 con la tela 'La strada da Napoli a Brindisi'.Nel '74 ebbe ancora elogi per Che freddo!, in cui l'abituale raffinatezza di esecuzione dell'artista pugliese aveva come soggetto le giovani dame parigine, tema che seppe integrare molto bene nella pittura di paesaggio, meritandosi l'appellativo di peintre des Parisiennes (pittore delle parigine).
Il culmine della sua fama arrivò con l'esposizione del 1874, tenutasi nello studio del fotografo Nadar e comunemente indicata come data di nascita dell'Impressionismo. Secondo Vittorio Pica vi espose cinque tele, e ciò trova conferma nel Catalogo delle Esposizioni, in cui compaiono i titoli di cinque opere, dal nº 115 al nº 119: Paesaggi presso il Bois;  Levar di luna; Campagna del Vesuvio; Studio di donna; Strada in Italia. Quell'anno fu poi a Londra dove dipinse scene della vita della capitale inglese.
L'Esposizione Internazionale parigina, nel 1878, riservò grandi onori per De Nittis: fu insignito della Legion d'onore, mentre una sua opera, Le rovine delle Tuileries (il cui titolo originario era La Place du Carrousel), fu acquistata dal governo per il Museo del Lussemburgo.
Morì nel 1884 a Saint-Germain-en-Laye, colpito da un fulminante ictus cerebrale. È sepolto a Parigi, nel cimitero di Père-Lachaise (divisione 11) ed il suo epitaffio fu scritto da Alexandre Dumas (figlio).
Nel 2010 il Museo del Petit Palais di Parigi dedicò a De Nittis la grande mostra: "De Nittis,la modernité élégante".
Nel 2022 si è tenuta al The Phillips Collection, la prima retrospettiva statunitense dedicata all'impressionista Barlettano. Le opere in esposizione erano circa 70, provenienti da ogni parte del mondo.
Nel 2023 si è tenuta al Castello di Novara, la mostra Boldini, De Nittis et les italiens de Paris. Le opere in esposizione riguardano l'esperienza francese dell'artista.
Nel 2024 si è tenuta al Palazzo Reale di Milano la mostra De Nittis - Pittore della vita moderna. La mostra offriva in esposizione circa 90 dipinti, tra oli e pastelli, provenienti dalle principali collezioni pubbliche e private, italiane e straniere.

## Opere

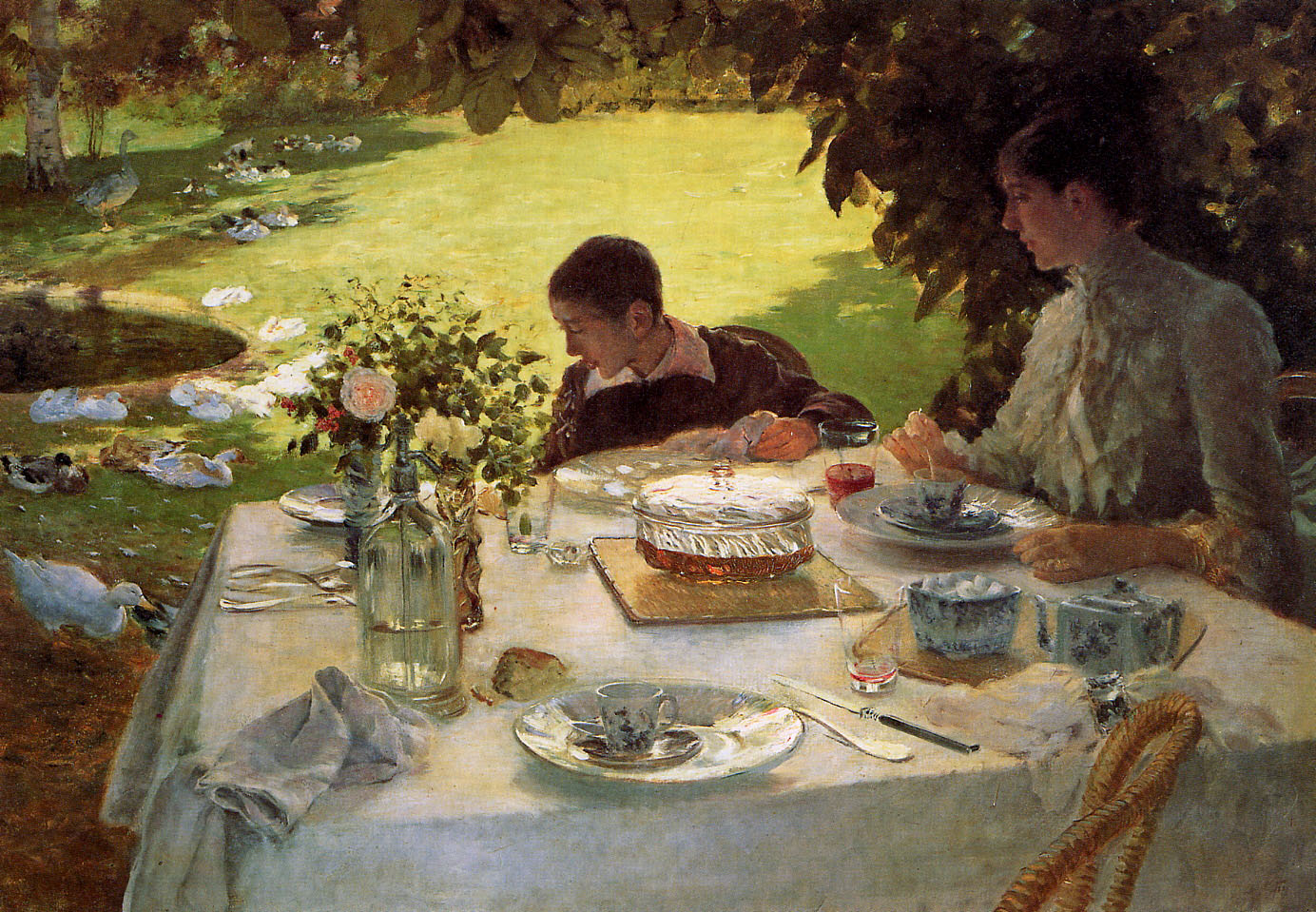
Colazione in giardino, olio su tela, Barletta, Pinacoteca De Nittis, 1883-1884

Fu assimilabile per certe caratteristiche ai Macchiaioli e agli Impressionisti, ma mantenne sempre un'indipendenza di stile e contenuti.
- Paesaggio lacustre nei pressi di Napoli  (1873)
- Spiaggia presso Barletta
- Tra le spighe di grano[5]
- La traversata degli Appennini (1867)
- Lungo l'Ofanto (1870)
- Harem (1870), Pinacoteca Malaspina, Pavia[6]
- La strada da Napoli a Brindisi (1872)
- La discesa dal Vesuvio (1872)[7]
- Dans les blés (1873)[7]
- Al Bois de Boulogne[8]
- Nei campi attorno a Londra (1873)
- Che freddo! (1874)
- Sulle rive della Senna (1874 circa)[7]
- Leontine in canotto (1874)[7]
- Passeggiata con i cagnolini (1874)[7]
- La Porte Saint-Denis a Parigi (1875 circa)[9]
- L'amazzone al Bois de Boulogne, (1875 ca.), Raccolte Frugone, Genova
- Place des Pyramides (1876)
- Ponte sulla Senna (1876)
- La signora con il binocolo, (1876-1877), Pinacoteca Malaspina, Pavia
- La signora con il cane (Ritorno dalle corse), (1878), Museo Revoltella, Trieste
- Nubi su Westminster (1878)
- Passa un treno (1879)
- Passeggiata invernale (1879)
- Tra i paraventi (1879)
- Effetto di neve (1880)
- Figura di donna (1880)
- Passeggiata in slitta (1880)
- Pattinaggio (1880)
- Le corse a Auteuil (1881)
- Signora in giardino (1883)
- La cavalcata (1875)
- Le corse a Longchamps (1883)
- Notturno capriccioso (ventaglio) (1883)
- Colazione in giardino (1883-1884)
- Sull'amaca II (1884)
- Stradina napoletana, olio su tela
- Avenue du bois de boulogne (1874)
- Flirtation (1874)

## Galleria d'immagini

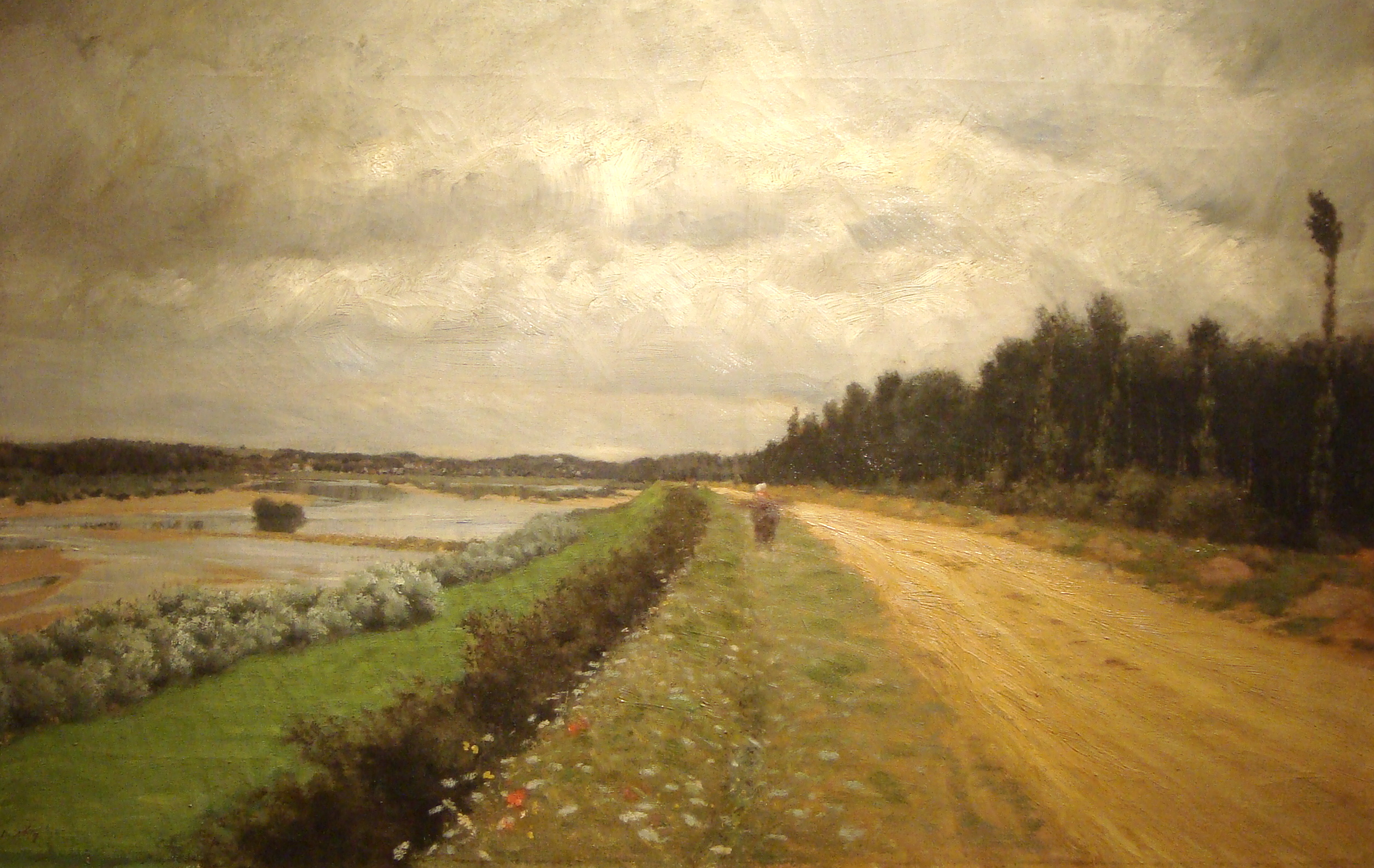
Lungo l'Ofanto (1870)
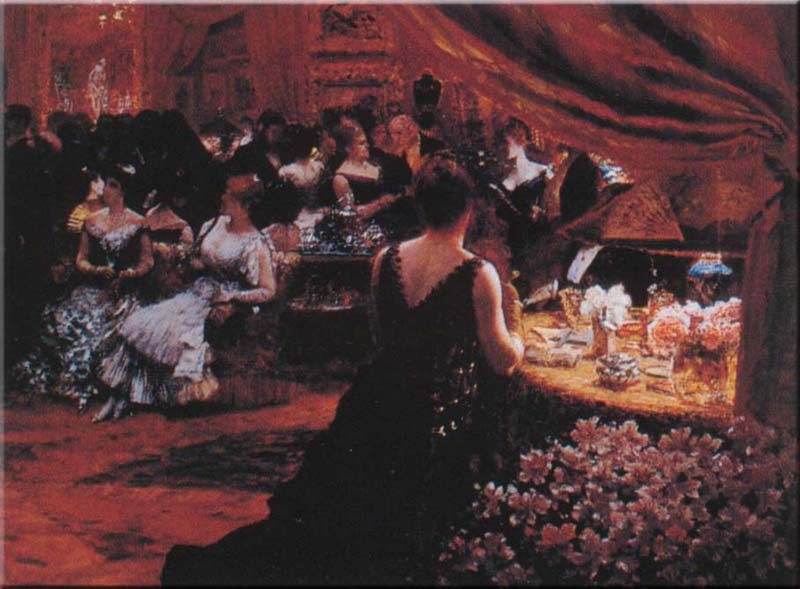
Il salotto della principessa Matilde
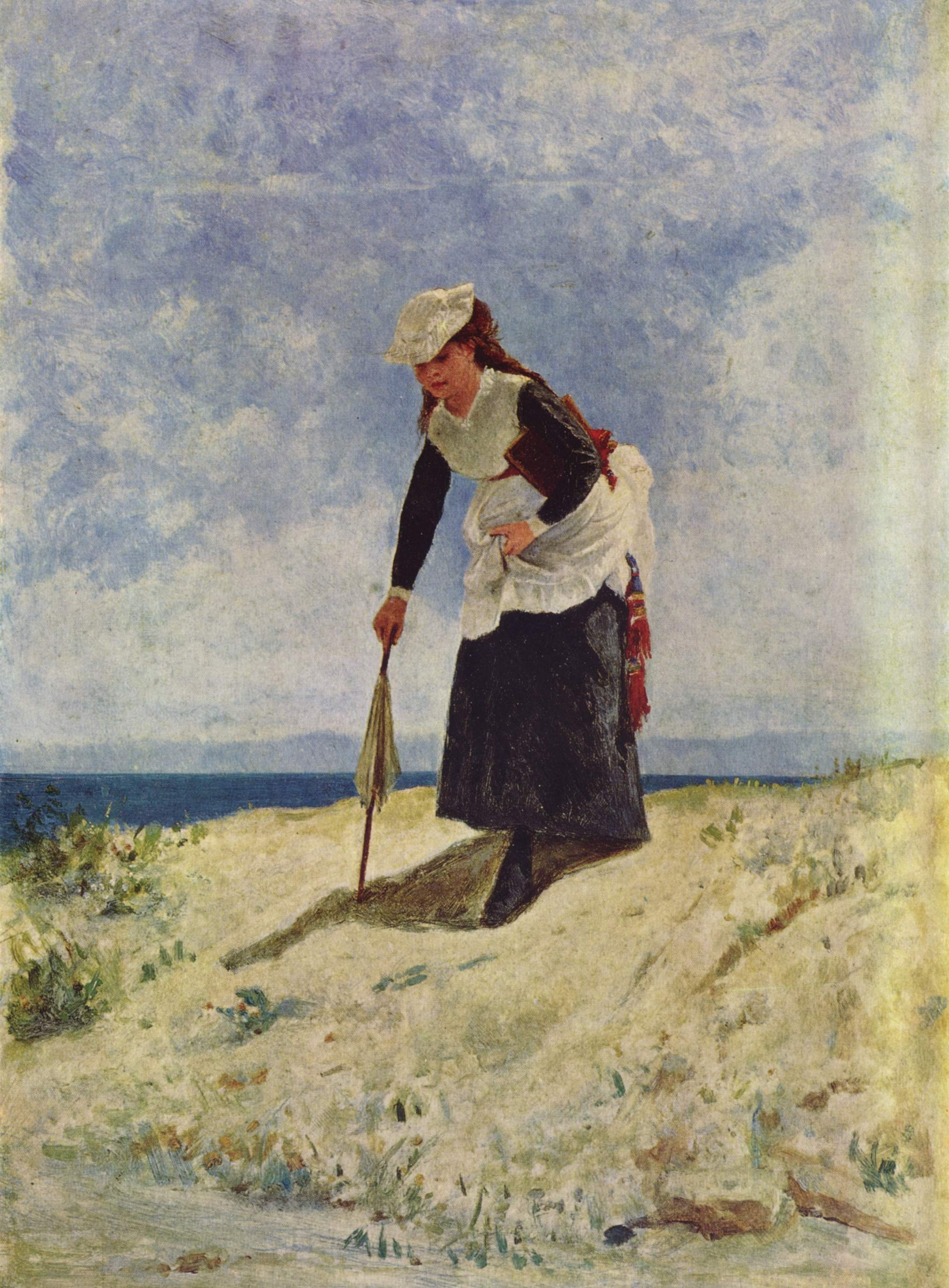
Signora alla spiaggia
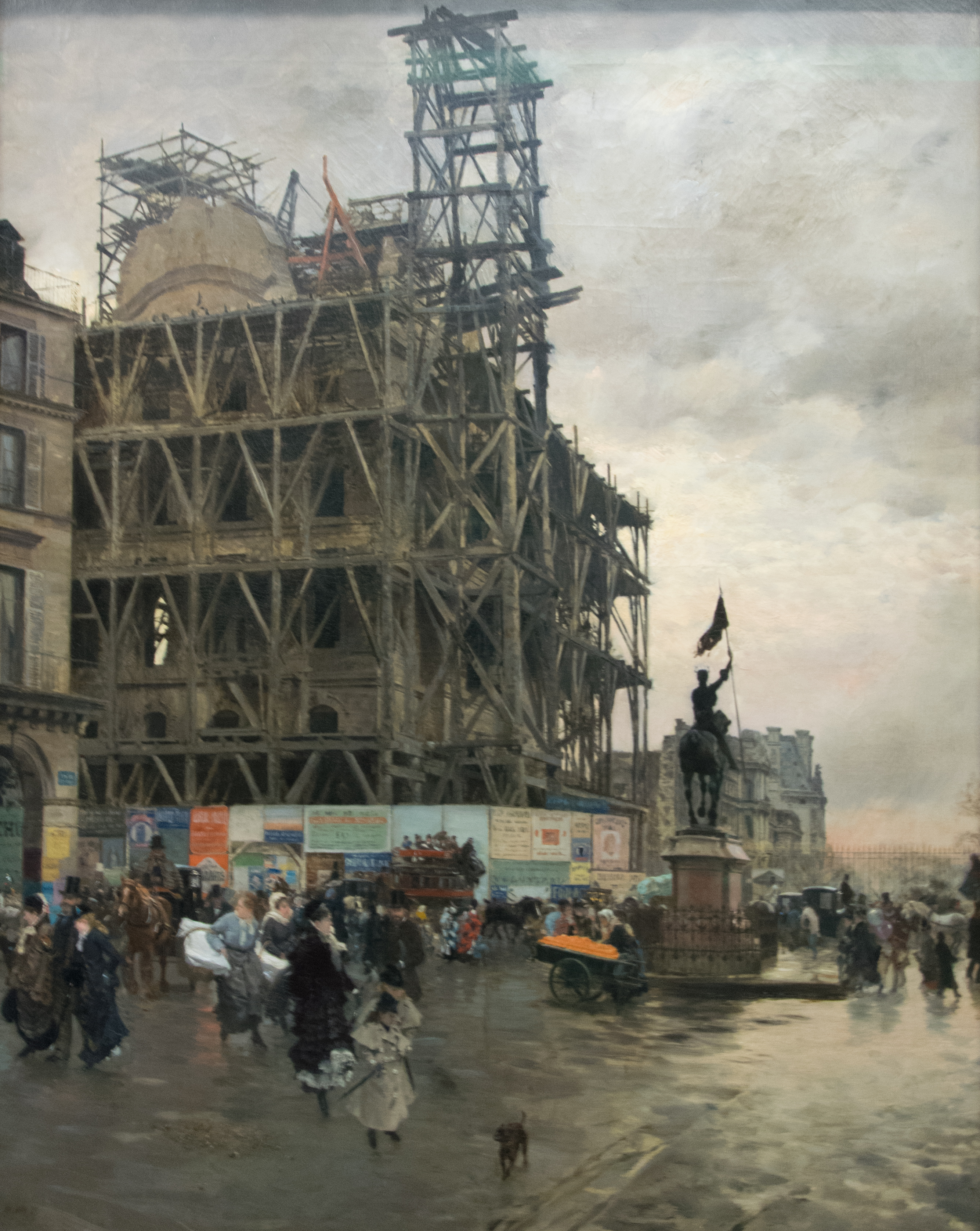
Place des Pyramides (1876)
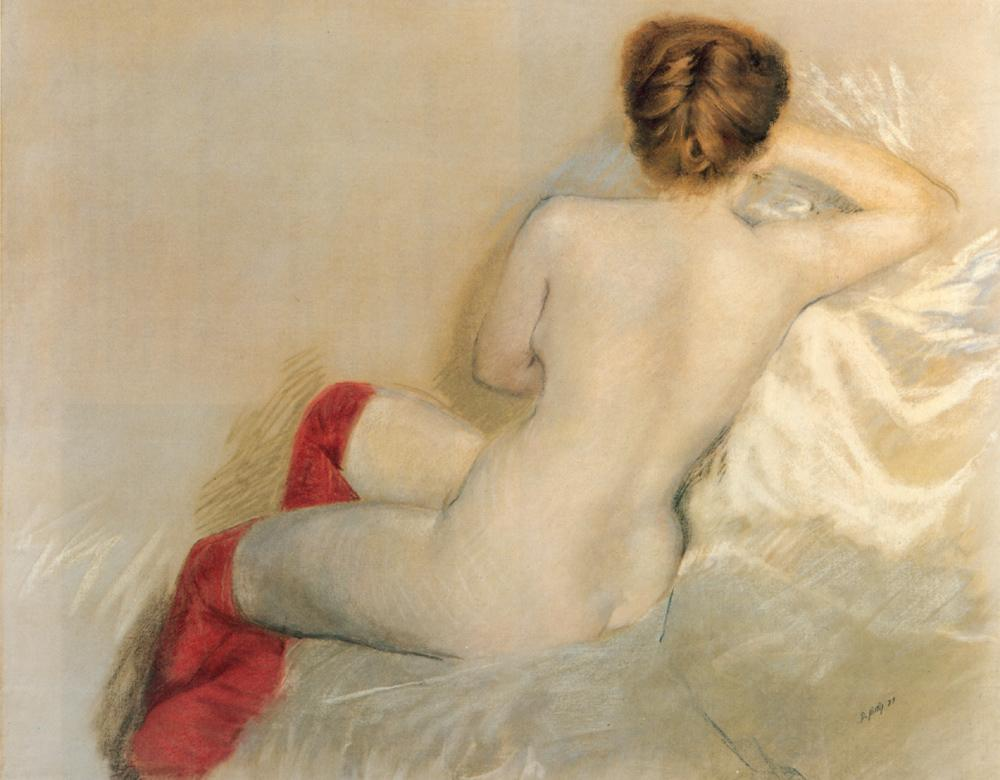
Nudo con le calze rosse (1879)

## La Pinacoteca De Nittis
Dopo la morte di De Nittis, sua moglie Léontine donò molti quadri alla città natale del pittore, ora conservati nella Pinacoteca De Nittis collocata nel Palazzo della Marra a Barletta.
La pinacoteca accoglie le opere di De Nittis donate, e ospita periodicamente mostre temporanee.
La collezione di opere donate da Léontine Gruvelle fu inizialmente ospitata nell'ex convento dei Domenicani, in via Cavour. In seguito, dopo la ristrutturazione del Castello di Barletta, trovò posto nelle sale poste al primo piano della fortezza Federiciana. Tuttavia la vicinanza del mare, ritenuta potenzialmente rischiosa, portò nel 2007 al trasferimento presso il Palazzo della Marra, di recente ristrutturazione.